# 檀君陵
39°09′17″N 126°03′16″E / 39.154782°N 126.054382°E
檀君陵（：／）是朝鲜民主主义人民共和国境內的一座高句丽式的石砌陵墓建筑，坐落在平壤市江東郡西北大朴山東南側山麓的一個斜坡上，與東北方的阿達山相對而立。相傳，此墓是朝鲜半岛第一个朝代檀君朝鲜奠基人檀君的陵墓。它是朝鲜民主主义人民共和国国宝第174号。

## 历史记载
《高丽史》地理记载了江东县"朴达串村"村里有看似檀君陵的坟墓，《肃宗实录》中也记载了肃宗王每年修缮檀君陵和东明王墓的建议书。 另外，《英宗大王實錄》、《正宗大王實錄》中也记载了国王们命令平壤监事在春秋祭祀的习俗。 《世宗莊憲大王實錄》第37卷描述了端午、中秋以檀君为始祖进行祭祀的情况。
檀君陵在古代已見諸史冊。1530年編纂完成的《新增東國輿地勝覽》中，便指出江東縣西3里處有一處大墳墓，被民間傳聞是檀君陵。
根據《朝鮮王朝實錄》記載，朝鮮王朝曾於1697年7月14日下令修復檀君陵和東明王陵。
 1739年5月23日和1763年4月22日，又兩度降旨維修。
1786年8月9日，朝鮮正祖命令平壤監使從附近百姓中選出數名作為守墓人，並命令江東縣令每年春、秋兩季都要拜謁。不過該陵墓是否為檀君真的墓一直未能得到證明。

## 发掘

### 日治时期
檀君陵在日治時代曾被日本考古學家發掘過。1921年，因檀君陵破敗，朝鮮士紳屢次進行協商，於1932年成立「檀君陵修築期成會」，對其進行修復，並於1936年完工。

### 1993年
1993年，朝鲜民主主义人民共和国的考古學家再次對檀君陵進行發掘。官方的發掘報告稱，檀君陵內的文物曾遭到日本考古學家的大肆盜掘和掠奪，壁畫也遭到嚴重破壞。這次發掘出土了兩副人骨（称男性遗骸身长超过170厘米）、金銅王冠正面裝飾豎板、環帶碎片各一片、金銅鏈式腰帶一片、若干鐵製棺釘碎片以及許多灰色陶器片。
同年，朝鲜學者声称“经过使用电子常磁性共鸣年代测定法后，認定這兩具人骨从1993年算起，是5011年以前（即公元前3000年左右）的，並表示確認他們是檀君夫婦的遺骨”。该陵墓的構造與高句麗時期的墳墓構造相似，朝鮮考古學家認為這是高句麗時代進行修復的結果。朝鲜学者表示，檀君的遗骨之所以没有被腐蚀而保存至今，是因为它埋在了石灰岩地带。

## 迁址
1994年10月，按金日成生前的指示下，檀君陵被迁址， 并依照高句丽墓葬样式新建一个檀君陵。 檀君陵占地面积1.8平方公里，由重建部分、石像和陵墓三部分组成。重修後的檀君陵是金字塔型的石陵，高22米，宽50米。墓顶为四方形，入口在陵墓后面，墓室为正方形，各长5.7米，高4.8米，能容10余人。这里有安放着檀君王俭和王后之遗骨的两个棺材。陵台四角有朝鲜虎石雕和象征檀君朝鲜时期琵琶形短剑的剑塔。
勞動新聞評價遷址後的檀君陵是「勞動黨時代紀念碑式創造物」。

## 北韓立場
北韓政府將檀君陵認定爲「民族始祖王之墓」以及檀君陵內蘊含著金日成與金正日的革命事跡，並以檀君陵爲理據宣稱朝鮮民族擁有上下五千年源遠流長的燦爛文化。

## 節日慶典
北韓會於每年10月3日的開天節在檀君陵前舉辦檀君祭禮與發佈紀念報告。

## 影响

### 抨击日本
1993年8月31日，朝鲜官方机关报《民主朝鲜》发文《日帝的檀君抹杀策动》：“根据日本荒唐无稽的建国神话，他们的国家起源年代不能再超过公元前660年，但根据我们的檀君神话和记录，朝鲜的建国年代可以追溯到公元前2300年。因此，日本历史比朝鲜短了1600年以上，文化也自然而然落后。”

### 民族历史
《东亚日报》称，朝鲜在发掘檀君陵之后，开始强调朝鲜民族始于檀君的单一民族观念。
檀君在1997年第一次被列入韩国教科书。

## 真实性争议
由于朝鲜民主主义人民共和国禁止外界对檀君陵进行考古研究，其真实性一直存在争论。
- 首尔大学教授李鮮馥(이선복)指出檀君陵的挖掘存在以下问题与疑点[17]：|  | 一，即使出土的遗骨真的是5000年以前的，也无法直接证明它就属于檀君本人。 二，关于檀君陵的最古老的历史文献也仅是16世纪编纂的完成的《新增東國輿地勝覽》，但包括它在内的所有历史文献都以“根据传统，这里是檀君陵”的形式引用。李鮮馥表示，不可能有古墓的确切位置流传了5000多年。 三，电子常磁性共鸣年代测定法在当时仍处于早期发展阶段，由于理论和技术上的限制，只适用于旧石器时代的文物，即10万年前的文物，因此不能指望它能为5000年前的分析提供准确的年代。 四，如果发掘出的王冠是真的，则意味着人类在公元前3000年掌握了镀层技术，这将改变整个人类历史。 |
- 日本学者对檀君陵的真实性普遍持怀疑态度[18][19]。日本历史学家冈田英弘表示，是主体思想让朝鲜当局试图将民族历史与中国文明撇清关系而制造出的檀君墓[20]。